# 陳妍希
陳妍希（1983年5月31日—），本名陳玫璇，臺灣女演員、歌手，2011年以電影《那些年，我們一起追的女孩》中的女主角「沈佳宜」走紅。

## 生平
陳妍希出生於臺北市，高中時即赴美國留學。2005年自南加州大學畢業，主修行銷學，輔修美術。
2006年，陳妍希自美国留學返台後，隔年與製作人柴智屏簽約，成為可米瑞智文化傳播事業有限公司旗下藝人，隨後參演三部台灣偶像劇《換換愛》、《這裡發現愛》與《不良笑花》。2009年，陳妍希參與電影《聽說》，飾演聽障游泳選手「林小朋」一角，提名第46屆金馬獎最佳新演員。
2011年，陳妍希飾演由九把刀作品改編而成的電影《那些年，我們一起追的女孩》中的女主角「沈佳宜」終於走紅，有「國民女神」、「初戀女神」之稱，並提名第48屆金馬獎最佳女主角。2013年，陳妍希推出第一張音樂專輯《Me, Myself, and I》。同年出演中國大陸湖南衛視電視劇《神鵰俠侶》，在劇中飾演女主角「小龍女」，並以此作品獲得第17屆華鼎獎－中國古代題材電視劇最佳女演員。2016年，陳妍希以懸疑驚悚片《夏威夷之戀》（原名：《未知人生》），榮獲第32屆洛杉磯亞太電影節「劇情類最佳女主角獎」，這也是她首度挑戰全英語對白。

## 個人生活
陈妍希出道后的第一任男友为Aron。两人都曾在美国念书，同在2006年返台湾，但她当时和杨丞琳拍摄戏剧《换换爱》，为顾及事业在隔年圣诞节分手，感情历时1年4个月。尔后男方因买卖大麻被判刑16年。陈妍希单曲《Sorry》是为纪念这段初任恋情。
2010年，陈妍希与柯有伦交往8个月。
2015年8月26日，陳妍希承認姊弟戀與男星陳曉交往。二人於2016年7月5日領取結婚證，同日宣布懷孕。同年7月19日，陳妍希和陳曉的婚禮在北京雁栖湖舉辦，共有300多名嘉賓出席，並於7月21日在台北東方文華酒店舉行歸寧宴。年底，陳妍希於臺北市產下一子。2025年2月18日，两人发表声明宣布已经离婚，并将共同抚养孩子。

## 影視作品

### 電視劇（台灣）
| 年份   | 播出頻道 | 劇集名稱      | 角色           | 性質       |
| ------ | -------- | ------------- | -------------- | ---------- |
| 2007年 | 華視     | 換換愛        | 江小南         | 第二女主角 |
| 2008年 | 華視     | 這裡發現愛    | 潘能賢 Nancy   | 第二女主角 |
| 2008年 | 華視     | 不良笑花      | 江蜜           | 第二女主角 |
| 2010年 | 三立     | 國民英雄      | 羅珊珊         | 客串       |
| 2011年 | 中視     | 珍愛林北      | 林小霓         | 第一女主角 |
| 2011年 | 中視     | 記得·我們有約 | 江沐雲（叮噹） | 第一女主角 |
| 2013年 | 中視     | 閃昏          | 宏伶           | 第一女主角 |

### 電視劇（中國大陸）
| 年份   | 劇集名稱           | 角色   | 備註     |
| ------ | ------------------ | ------ | -------- |
| 2010年 | 醉紅塵             | 雷錦儀 | 女主角   |
| 2011年 | 鏡海風雲           | 倪静雅 |          |
| 2014年 | 神鵰俠侶           | 小龍女 | 女主角   |
| 2015年 | 秦時明月           | 端木蓉 | 女主角   |
| 2016年 | 北上廣依然相信愛情 | 黄依然 | 女主角   |
| 2021年 | 大媽的世界         | 盛千詩 | 網絡短劇 |
| 2023年 | 溫暖的甜蜜的       | 齊家宜 |          |
| 2024年 | 但願人長久         | 鄧麗君 | 女主角   |
| 2025年 | 親愛的仇敵         | 陳凯西 | 網絡劇   |
| 2025年 | 藏海傳             | 趙上弦 |          |
| 待播   | 狙擊蝴蝶           | 岑矜   |          |

### 電影
| 年份   | 片名                                         | 角色               | 備註   |
| ------ | -------------------------------------------- | ------------------ | ------ |
| 2009年 | 聽說                                         | 林小朋             | 主演   |
| 2010年 | 初戀風暴                                     | 莊凱恩             | 女主角 |
| 2011年 | 那些年，我們一起追的女孩                     | 沈佳宜             | 女主角 |
| 2012年 | 愛的麵包魂                                   | 邱曉萍             | 女主角 |
| 2012年 | 花漾                                         | 白小雪             |        |
| 2013年 | 在一起                                       | 阿喬               | 女主角 |
| 2013年 | 不二神探                                     | Angela             |        |
| 2014年 | 完美假妻168                                  | 羅麗嫦             | 客串   |
| 2014年 | 城市遊戲                                     | 菲菲               | 女主角 |
| 2014年 | 等一個人咖啡                                 | 等一個人咖啡店顧客 | 客串   |
| 2015年 | 12金鴨                                       | 淑芬               |        |
| 2015年 | 杜拉拉追婚记                                 | Carrie             | 客串   |
| 2015年 | 年少輕狂                                     | 邱櫻子             | 女主角 |
| 2016年 | 夏威夷之戀（Pali Road （页面存档备份，存于） | Dr. Lily Zhang     | 女主角 |
| 2016年 | 奔愛                                         | 莉莉               |        |
| 2016年 | 外公芳齡38                                   | 唐慧茹             | 女主角 |
| 2019年 | 風中有朵雨做的雲                             | 連阿雲             |        |
| 2021年 | 跟你老婆去旅行                               | 黃心雅             | 女主角 |
| 2024年 | 穿過月亮的旅行                               |                    | 客串   |
| 2024年 | 云边有个小卖部                               | 罗素娟             | 客串   |

### 综艺真人秀
| 播出時間 | 節目名稱                | 備註           |
| -------- | ----------------------- | -------------- |
| 2015年   | 報告！教練              | 第1~12期       |
| 2017年   | 我們來了                | 第2季第1~ 12期 |
| 2021年   | 乘風破浪的姐姐 (第二季) | 选手           |
| 2023年   | 少年行                  |                |
| 2023年   | 追着时间的厨房          |                |
| 2024年   | 十天之后回到现实        |                |

### 短片
- 2009年：《妝自己》 崑山科技大學 畢業聯展 主演：陳妍希、梁正群
- 2011年：《搜尋語愛情》網路互動劇 主演：陳妍希、王傳一、赖雅妍
- 2012年：《爽健美茶微電影「秘密 TheSecret」》 廣告微電影  主演：陳妍希、周渝民
- 2012年： ELLE台灣微電影《她，一個人的旅行》主演：陳妍希、五月天瑪莎（旁白）
- 2012年：《小幸感》 廣告微電影  主演：陳妍希、張孝全
- 2013年：《Destine》 廣告微電影  主演：陳妍希

### 音樂錄影帶(MV)
- 2009年：梁文音《哭過就好了》
- 2009年：蔡旻佑《小乖乖》
- 2011年：胡夏 《那些年》
- 2011年：光良 《台北下著雨的星期天》
- 2013年：陳妍希《Sorry》、《方向》、《懸崖上的玫瑰》、《叔公的小城故事》MV女主角
- 2014年：林德信《Don't Hurt My Heart》
- 2015年：林俊傑《關鍵詞》
- 2020年：楊丞琳《不可惜》

## 音樂作品

### 個人專輯
| 專輯名稱              | 唱片公司 | 發行日期      | 歌曲 |
| --------------------- | -------- | ------------- | --- |
| 《Me, Myself, and I》 | 福茂唱片 | 2013年5月10日 | - CD： 1. 叔公的小城故事 2. Clueless Boy 3. Sorry 4. 懸崖上的玫瑰 5. 直覺 6. Beautiful 7. 方向 8. I Lost My Sanity 9. 微光 10. Dear Friend - 預購版初始Demo： 1. Sorry 2. Myself（懸崖上的玫瑰） 3. Somewhere I Belong（直覺） 4. Beautiful 5. 方向 |

### 其他歌曲
- 2010年：Lollipop-F-四度空間 《攻心計 Feat. 陳妍希 Mind Game》（演唱、作詞）
- 2011年：《那些年，我們一起追的女孩》 電影的原聲帶 《孩子氣》（演唱、作詞、作曲）
- 2011年：《那些年，我們一起追的女孩 》電影原聲帶 《永遠不回頭》（柯震東、陳妍希、郝劭文、蔡昌憲、鄢勝宇、彎彎合唱）（重新詮釋電影七匹狼名曲）
- 2011年：柯震東 -有話直說專輯《漂流瓶 Feat. 陳妍希》（柯震東、陳妍希 演唱）[11]
- 2012年：《愛的麵包魂》片尾曲《愛的麵包》（演唱、作詞）
- 2012年：《愛的麵包魂》插曲《愛情限時批》（演唱）(原唱：伍佰、萬芳)
- 2012年：蔡诗芸-黑色彩虹《吸血鬼》（作词）[12]
- 2014年： 線上遊戲 《三劍豪》 主題曲 《你手中的江湖》（演唱）[13]
- 2014年：《神雕俠侶》片尾曲《你我》（陳妍希、陳曉合唱）
- 2015年： 手機遊戲 《神鵰俠侶》 主題曲《愛如初見》（陳妍希、陳曉合唱）
- 2015年：《報告教練》主題曲《為夢而戰》（主唱：容祖兒、陳妍希、李治廷、金大川、董子健、耿樂）
- 2015年：《年少輕狂》插曲《嘩啦啦》（演唱、作詞）
- 2016年：《外公芳齡38》主題曲《買買買》〈演唱：陳妍希〉〈作詞：紀元／王娜娜，作曲：紀元／王娜娜〉
- 2017年： 綜藝節目真人秀《我們來了第二季》合唱主題曲《你是偶像》〈作词：崔恕，作曲：谭伊哲〉（演唱：关之琳、蒋欣、陳妍希、宋茜、沈梦辰、唐艺昕、汪涵、吳秀波）

### 配音
- 2013年8月9日 鄭元暢-愛情的症狀旁白
- 2014年 神鵰俠侶-小龍女（台灣中視版、中天版）

## 公益活動
- 2009年11月：電影《聽說》在香港上映期間，曙光影視發行公司與慈善機構「龍耳」合作舉辦了慈善首映禮[14][15]。在此次籌辦首映禮，彭于晏聯同聾人隊員與香港明星足球隊進行足球友誼賽[16]，陳妍希擔任啦啦隊為聾人隊員打氣[17]，並得到勞工及福利局局長張建宗、影視明星曾志偉、羅慧娟及立法會議員梁耀宗及正言匯社張超雄等人的致函支持，亦得到多家媒體報道[18][19]，向社會大眾推廣「聾健共融」的理念。
- 2017年 陳妍希中國巴莎慈善之行，教偏鄉小朋友美術。9月9日，參加中國芭莎明星慈善夜捐出一个救护车队[20]。10月21日，妍希作为公益大使出席乐活水公益颁奖典礼，希望可以号召更多的人关注到中国儿童饮用水问题，集合大众的力量，让每一个孩子都能喝上清洁、健康的饮用水，让爱持续传递、流淌[21]。

## 獎項紀錄
| 年份 | 典禮類型               | 獎項                         | 作品                         | 結果 |
| ---- | ---------------------- | ---------------------------- | ---------------------------- | ---- |
| 2009 | 第46屆金馬獎           | 最佳新演員                   | 《聽說》                     | 提名 |
| 2010 | 第12屆台北電影獎       | 最佳女演員                   | 《聽說》                     | 提名 |
| 2011 | 第48屆金馬獎           | 最佳女主角                   | 《那些年，我們一起追的女孩》 | 提名 |
| 2012 | 第2屆愛奇藝年度盛典    | 最具人氣港女演員             | 《那些年，我們一起追的女孩》 | 獲獎 |
| 2012 | 第6屆亞洲電影大獎      | 最佳女主角                   | 《那些年，我們一起追的女孩》 | 提名 |
| 2012 | 第6屆亞洲電影大獎      | 最受歡迎女演員               | 《那些年，我們一起追的女孩》 | 提名 |
| 2012 | 第16屆全球華語榜中榜   | 最佳電影女演員               | 《那些年，我們一起追的女孩》 | 獲獎 |
| 2012 | 第2屆樂視影視盛典      | 最佳電影新人                 | 《那些年，我們一起追的女孩》 | 提名 |
| 2012 | 第12屆華語電影傳媒大獎 | 最受矚目表現                 | 《那些年，我們一起追的女孩》 | 獲獎 |
| 2012 | 第12屆華語電影傳媒大獎 | 最受矚目女演員               | 《那些年，我們一起追的女孩》 | 提名 |
| 2012 | 第11屆中國長春電影節   | 最佳女主角                   | 《那些年，我們一起追的女孩》 | 提名 |
| 2012 | 第3屆樂視影視盛典      | 年度電影人氣演員             | 《那些年，我們一起追的女孩》 | 獲獎 |
| 2012 | 第11屆紐約亞洲電影節   | 最佳新人獎                   | 《那些年，我們一起追的女孩》 | 獲獎 |
| 2012 | 第3屆壹周刊娛樂大賞    | 最受歡迎國片新星             | 《那些年，我們一起追的女孩》 | 獲獎 |
| 2012 | 第2屆時尚新娘婚尚盛典  | 幸福偶像獎                   | 《那些年，我們一起追的女孩》 | 獲獎 |
| 2015 | 第17屆華鼎獎           | 中國古代題材電視劇最佳女演員 | 《神鵰俠侶》                 | 獲獎 |
| 2016 | 第19屆華鼎獎           | 中國古代題材電視劇最佳女演員 | 《秦時明月》                 | 提名 |
| 2016 | 第4屆GMIC              | 華語地區最受關注女演員       | 《夏威夷之戀》               | 獲獎 |
| 2016 | 第32屆洛杉磯亞太電影節 | 劇情類最佳女主角             | 《夏威夷之戀》               | 獲獎 |

- 2010獲 第47屆金馬獎 最佳劇情片引言人獎
- 2011獲 ELLE Style Awards 風格人物大賞最具風格潛力之星獎
- 2012獲 CCTVMTV音樂盛典 港澳台地區年底最受歡迎潛力歌手獎
- 2013獲 Milk Awards 藝人暨品牌大賞
- 2014獲 蒙牛酸酸乳MusicRadio中國TOP排行榜頒獎典禮 港台地區年度最具潛力新人獎
- 2014獲 第2屆音悅V榜年度盛典 港台最佳新人獎
- 2014獲 新浪微博之夜 微博年度女神獎
- 2015獲 時尚COSMO美麗盛典 年度美麗偶像大獎
- 2016獲 新浪微博之夜 微博年度女神獎
- 2017獲 時尚COSMO美麗盛典 年度美麗偶像大獎

## 外部連結
- 陳妍希的Facebook專頁
- 陳妍希的新浪微博
- 陳妍希的Instagram帳戶
- 陳妍希在互联网电影资料库（IMDb）上的資料（英文）
- 陳妍希在香港影庫上的簡介
- 陳妍希在时光网上的簡介（简体中文）
- 陳妍希在豆瓣上的资料（简体中文）